# オリンピックのイエメン選手団
オリンピックのイエメン選手団（オリンピックのイエメンせんしゅだん）は、イエメンとしては1992年バルセロナオリンピックで初参加。それ以前は、北イエメン（イエメン・アラブ共和国）として1984年ロサンゼルスオリンピックと1988年ソウルオリンピックに、南イエメン（イエメン人民民主共和国）として1988年のソウルオリンピックにそれぞれ参加している。
イエメンの国内オリンピック委員会は1974年に設立されたものの、組織が二分していたため、国際オリンピック委員会（IOC）に承認されるのは1981年までかかることになる。
南北分断時代も含め、2016年現在冬季大会に一度も参加していない。同じくメダルを獲得したイエメン選手団もいない。

## メダル獲得数一覧

### 夏季オリンピック
| 大会名                | 金                                | 銀                                | 銅                                | 計                                |
| 1984 ロサンゼルス     | 北イエメンでの参加                | 北イエメンでの参加                | 北イエメンでの参加                | 北イエメンでの参加                |
| 1988 ソウル           | 北イエメン及び 南イエメンでの参加 | 北イエメン及び 南イエメンでの参加 | 北イエメン及び 南イエメンでの参加 | 北イエメン及び 南イエメンでの参加 |
| 1992 バルセロナ       | 0                                 | 0                                 | 0                                 | 0                                 |
| 1996 アトランタ       | 0                                 | 0                                 | 0                                 | 0                                 |
| 2000 シドニー         | 0                                 | 0                                 | 0                                 | 0                                 |
| 2004 アテネ           | 0                                 | 0                                 | 0                                 | 0                                 |
| 2008 北京             | 0                                 | 0                                 | 0                                 | 0                                 |
| 2012 ロンドン         | 0                                 | 0                                 | 0                                 | 0                                 |
| 2016 リオデジャネイロ | 0                                 | 0                                 | 0                                 | 0                                 |
| 2020 東京             | 0                                 | 0                                 | 0                                 | 0                                 |
| 2024 パリ             | 0                                 | 0                                 | 0                                 | 0                                 |
| 合計                  | 0                                 | 0                                 | 0                                 | 0                                 |